# Mario Fazio (ciclista)
Mario Fazio (Catania, 26 luglio 1919 – Catania, 14 novembre 1983) è stato un ciclista su strada italiano.
Professionista tra il 1941 e il 1953, conta la vittoria di due tappe al Giro d'Italia.

## Carriera
Originario di Catania, ma trasferitosi a Prato nel 1940 insieme al corregionale Giovanni Corrieri, fu attivo come professionista e indipendente dal 1941 al 1953. Corse per diverse squadre di marca, tra cui la Gloria, la Viscontea, la Benotto, la Bottecchia e la Guerra, distinguendosi come passista, soprattutto nelle corse a tappe.
Le principali vittorie da professionista furono due tappe al Giro d'Italia, una nel 1949 e una nel 1950; nel 1949 indossò la maglia rosa per tre giorni. Vinse anche il Giro di Romagna 1943 e una tappa al Giro della Provincia di Reggio Calabria 1945.

## Palmarès
- 1943 (Viscontea, una vittoria)

Giro di Romagna
- 1944 (Viscontea, una vittoria)

Coppa Caldirola
- 1945 (Viscontea, una vittoria)

2ª tappa Giro della Provincia di Reggio Calabria (Siderno > Reggio Calabria)
- 1948 (Bottecchia, quattro vittorie)

Circuit de la Vienne
5 Voltas a Mafra
Classifica generale Tour du Calvados
Classifica generale Tour de Lorraine
- 1949 (Bottecchia, una vittoria)

1ª tappa Giro d'Italia (Palermo > Catania)
- 1950 (Bottecchia, una vittoria)

10ª tappa Giro d'Italia (Bolzano > Milano)

## Piazzamenti

### Grandi Giri
- Giro d'Italia

1946: 20º
1947: 31º
1949: 11º
1950: 47º
1951: 67º
- Tour de France

1948: ritirato

### Classiche monumento
- Milano-Sanremo

1942: 26º
1943: 12º
1946: 14º
1949: 69º
1951: 75º
1953: 70º
- Parigi-Roubaix

1947: 16º
- Giro di Lombardia

1942: 31º
1947: 27º
1948: 19º